# The Satan Bug
The Satan Bug (br O Mundo Marcha para o Fim) é um filme estadunidense de 1965, dos gêneros aventura, ficção científica e suspense, dirigido por John Sturges, com roteiro de James Clavell e Edward Anhalt, baseado no livro homônimo de Alistair MacLean, música de Jerry Goldsmith.

## Sinopse
Agente federal é chamado para investigar o roubo de um vírus mortal numa estação secreta de pesquisa incrustada no deserto.

## Elenco
- George Maharis ....... Lee Barrett
- Richard Basehart ....... Dr. Gregor Hoffman
- Anne Francis ....... Ann Williams
- Dana Andrews ....... general Williams
- John Larkin ....... Dr. Leonard Michaelson
- Richard Bull ....... Eric Cavanaugh
- Frank Sutton ....... Donald
- Edward Asner ....... Veretti
- Simon Oakland ....... Tasserly
- John Anderson ....... Agente Reagan
- John Clarke ....... tenente Raskin
- Hari Rhodes ....... tenente Johnson

## Literatura
- Halliwell's Film Guide de Leslie Halliwell
- Leonard Maltin's Movie Guide de Leonard Maltin
- Dicionário de Cineastas de Rubens Ewald Filho